# 烏克蘭屋
國際會議中心烏克蘭屋（烏克蘭語：Український дім. Міжнародний конгрес-центр）是烏克蘭首都基輔的一座大型會展設施，通常簡稱為烏克蘭宮。烏克蘭宮共有五層，可舉辦是展覽、交易會、會議、體育賽事等多種活動展览，交易会和会议，国际协会会议，产品发布会，宴会，电视节目，体育赛事等各种活动的主办场地。

## 外部連結
- Official page of "Ukrainian House" （页面存档备份，存于） （乌克兰語）
- Official Facebook site of "Ukrainian House" （页面存档备份，存于） （乌克兰語）